# モニターライト
モニターライト（英：Monitor Light）はパソコン用ディスプレイ上部のフレームに乗せたり固定したりして使用するLED製ライトのことである。

## 歴史
最初のモニターライトは2017年にBenQによって発明された。
BenQは初めて、デスクに置くライトではなく、モニターの上に置くライトの概念をたらした。
現在のモニターライトはタッチ式、リモコンコントロール式がある。